# Liste des ministres allemands chargés des affaires étrangères
Cet article dresse la liste des ministres allemands chargés des affaires étrangères.

## République de Weimar
| Nom | Nom                                       | Dates du mandat                                           | Parti   | Cabinet(s)                                                                  |
| --- | ----------------------------------------- | --------------------------------------------------------- | ------- | --------------------------------------------------------------------------- |
|     | Ulrich von Brockdorff-Rantzau (1869-1928) | 13 février 1919 - 21 juin 1919 (4 mois et 8 jours)        | Sans    | Scheidemann                                                                 |
|     | Hermann Müller (1876-1931)                | 21 juin 1919 - 26 mars 1920 (9 mois et 5 jours)           | SPD     | Bauer, Müller I                                                             |
|     | Adolf Köster (1883-1930)                  | 10 avril 1920 - 21 juin 1920 (2 mois et 11 jours)         | SPD     | Müller I                                                                    |
|     | Walter Simons (1861-1937)                 | 25 juin 1920 - 4 mai 1921 (10 mois et 9 jours)            | Sans    | Fehrenbach, Wirth I                                                         |
|     | Friedrich Rosen (1856-1935)               | 10 mai 1921 - 22 octobre 1921 (5 mois et 12 jours)        | Sans    | Wirth I                                                                     |
|     | Joseph Wirth (1879-1956)                  | 26 octobre 1921 - 31 janvier 1922 (3 mois et 5 jours)     | Zentrum | Wirth II                                                                    |
|     | Walther Rathenau (1867-1922)              | 1er février 1922 - 24 juin 1922 (4 mois et 23 jours)      | DDP     | Wirth II                                                                    |
|     | Joseph Wirth (1879-1956)                  | 24 juin 1922 - 14 novembre 1922 (4 mois et 21 jours)      | Zentrum | Wirth II                                                                    |
|     | Frederic von Rosenberg (1874-1937)        | 22 novembre 1922 - 12 août 1923 (8 mois et 21 jours)      | Sans    | Cuno                                                                        |
|     | Gustav Stresemann (1878-1929)             | 13 août 1923 - 3 octobre 1929 (6 ans, 1 mois et 20 jours) | DVP     | Stresemann I et II, Marx I et II, Luther I et II, Marx III et IV, Müller II |
|     | Julius Curtius (1877-1948)                | 4 octobre 1929 - 9 octobre 1931 (2 ans et 5 jours)        | DVP     | Brüning I                                                                   |
|     | Heinrich Brüning (1885-1970)              | 9 octobre 1931 - 30 mai 1932 (7 mois et 21 jours)         | Zentrum | Brüning II                                                                  |
|     | Konstantin von Neurath (1873-1956)        | 30 mai 1932 - 23 mars 1933 (9 mois et 21 jours)           | Sans    | Papen, Schleicher                                                           |

## TroisièmeReich
| Nom | Nom                                   | Dates du mandat                                            |
| --- | ------------------------------------- | ---------------------------------------------------------- |
|     | Konstantin von Neurath (1873-1956)    | 23 mars 1933 - 4 février 1938 (4 ans, 10 mois et 12 jours) |
|     | Joachim von Ribbentrop (1893-1946)    | 4 février 1938 - 30 avril 1945 (7 ans, 2 mois et 26 jours) |
|     | Arthur Seyss-Inquart (1892-1946)      | 30 avril 1945 - 2 mai 1945 (2 jours)                       |
|     | Lutz Schwerin von Krosigk (1887-1977) | 2 mai 1945 - 23 mai 1945 (21 jours)                        |

## République démocratique allemande
La République démocratique allemande (RDA), ou plus communément Allemagne de l'Est, constitue en 1949 son propre ministère des Affaires étrangères (Ministerium für auswärtige Angelegenheiten).
| Nom | Nom                                   | Dates du mandat                                              | Parti |
| --- | ------------------------------------- | ------------------------------------------------------------ | ----- |
|     | Georg Dertinger (1902-1968)           | 11 octobre 1949 - 15 janvier 1953 (3 ans, 3 mois et 4 jours) | CDU   |
|     | Anton Ackermann (intérim) (1905-1973) | 15 janvier 1953 - juillet 1953 (5 mois et 17 jours)          | SED   |
|     | Lothar Bolz (1903-1986)               | juillet 1953 - 24 juin 1965 (11 ans et 11 mois)              | NDPD  |
|     | Otto Winzer (1902-1975)               | 24 juin 1965 - 3 mars 1975 (9 ans, 8 mois et 7 jours)        | SED   |
|     | Oskar Fischer (1923-2020)             | 3 mars 1975 - 12 avril 1990 (15 ans, 1 mois et 9 jours)      | SED   |
|     | Markus Meckel (1952-)                 | 12 avril 1990 - 20 août 1990 (4 mois et 8 jours)             | SPD   |
|     | Lothar de Maizière (intérim) (1940-)  | 20 août 1990 - 3 octobre 1990 (1 mois et 13 jours)           | CDU   |

## République fédérale
Sous la République fédérale (depuis 1949), l'office des Affaires étrangères est recréé en 1951, avec à sa tête le ministre fédéral des Affaires étrangères (Bundesminister des Auswärtigen).
| Nom | Nom                             | Nom                                            | Mandat                                                           | Parti | Cabinet(s)                       |
| --- | ------------------------------- | ---------------------------------------------- | ---------------------------------------------------------------- | ----- | -------------------------------- |
| | Konrad Adenauer en 1956         | Konrad Adenauer Chancelier fédéral (1876-1967) | 15 mars 1951 - 6 juin 1955 (4 ans, 2 mois et 22 jours)           | CDU   | Adenauer I et II                 |
| |                                 | Heinrich von Brentano (1904-1964)              | 6 juin 1955 - 30 octobre 1961 (6 ans, 4 mois et 24 jours)        | CDU   | Adenauer II et III               |
| | Gerhard Schröder en 1971        | Gerhard Schröder (1910-1989)                   | 14 novembre 1961 - 30 novembre 1966 (5 ans et 16 jours)          | CDU   | Adenauer IV et V, Erhard I et II |
| | Willy Brandt en 1980            | Willy Brandt (1913-1992)                       | 1er décembre 1966 - 20 octobre 1969 (2 ans, 10 mois et 19 jours) | SPD   | Kiesinger                        |
| | Walter Scheel en 1974           | Walter Scheel (1919-2016)                      | 21 octobre 1969 - 16 mai 1974 (4 ans, 6 mois et 25 jours)        | FDP   | Brandt I et II                   |
| | Hans-Dietrich Genscher en 1978  | Hans-Dietrich Genscher (1927-2016)             | 17 mai 1974 - 17 septembre 1982 (8 ans et 4 mois)                | FDP   | Schmidt I, II et III             |
| | Helmut Schmidt en 1977          | Helmut Schmidt Chancelier fédéral (1918-2015)  | 17 septembre 1982 - 1er octobre 1982 (14 jours)                  | SPD   | Schmidt III                      |
| | Hans-Dietrich Genscher en 1978  | Hans-Dietrich Genscher (1927-2016)             | 1er octobre 1982 - 17 mai 1992 (9 ans, 7 mois et 16 jours)       | FDP   | Kohl I, II, III et IV            |
| | Klaus Kinkel en 1981            | Klaus Kinkel (1936-2019)                       | 18 mai 1992 - 26 octobre 1998 (6 ans, 5 mois et 8 jours)         | FDP   | Kohl IV et V                     |
| | Joschka Fischer en 2001         | Joschka Fischer (1948-)                        | 27 octobre 1998 - 22 novembre 2005 (7 ans et 26 jours)           | Verts | Schröder I et II                 |
| | Frank-Walter Steinmeier en 2007 | Frank-Walter Steinmeier (1956-)                | 22 novembre 2005 - 27 octobre 2009 (3 ans, 11 mois et 5 jours)   | SPD   | Merkel I                         |
| | Guido Westerwelle               | Guido Westerwelle (1961-2016)                  | 28 octobre 2009 - 17 décembre 2013 (4 ans, 1 mois et 19 jours)   | FDP   | Merkel II                        |
| | Frank-Walter Steinmeier en 2007 | Frank-Walter Steinmeier (1956-)                | 17 décembre 2013 - 27 janvier 2017 (3 ans, 1 mois et 10 jours)   | SPD   | Merkel III                       |
| | Sigmar Gabriel en 2015          | Sigmar Gabriel (1959-)                         | 27 janvier 2017 - 14 mars 2018 (1 an, 1 mois et 15 jours)        | SPD   | Merkel III                       |
| | Heiko Maas en 2017              | Heiko Maas (1966-)                             | 14 mars 2018 - 8 décembre 2021 (3 ans, 8 mois et 24 jours)       | SPD   | Merkel IV                        |
| | Heiko Maas en 2017              | Annalena Baerbock (1980-)                      | 8 décembre 2021 - (3 ans, 2 mois et 22 jours)                    | Verts | Scholz                           |
| Entre deux mandats, le ministre sortant assure l’intérim avant la prise de fonctions de son successeur. |                                 |                                                |                                                                  |       |                                  |